# Gösta Mittag-Leffler (militär)
Gösta Per Håkon Mittag-Leffler, född 23 december 1921 i Trollhättan död 22 december 2014 i Gustav Vasa församling i Stockholm, var en svensk överste och idrottsledare. 
Mittag-Leffler föddes och växte upp i Trollhättan. Efter studentexamen från Vänersborgs högre allmänna läroverk 1940 valde han officersbanan och fick sin utbildning på kadettskolan och tog sin officersexamen vid Karlberg 1944. Därefter tjänstgjorde han vid ett flertal regementen och staber. Hans officersbana avslutades med sju år som regementschef på A9 i Kristinehamn. Vid pensioneringens 1982 flyttade han till Stockholm och fortsatte fram till 1987 att arbeta som överste i artilleriets reserv med utredningsuppdrag för Försvarsmakten. 
Mittag-Leffler var också idrottsledare under många år; först i Svenska mångkampsförbundet, sedan inom militär femkamp och efter pensioneringen blev han en av ledargestalterna för den nationella och internationella utvecklingen av reglementet för triatlon. Han var ledamot i International Triathlon Unions tekniska kommitté 1982–1995. Mittag-Leffler är begravd på Djursholms begravningsplats.